# Kościół Katolicki Mariawitów we Francji
Kościół Katolicki Mariawitów we Francji (fr. Église Catholique de Mariavites)  – kościół chrześcijański nurtu katolickiego prawnie działający na terenie Francji, mający swoją siedzibę w Montendre, odwołujący się do tradycji denominacji felicjanowskiej mariawityzmu. Biskupem Naczelnym Kościoła Katolickiego Mariawitów we Francji jest biskup André Roy.

## Historia

### Kościół Katolicki Mariawitów we Francji w latach 1938–1951
Kościół został założony w latach 30. XX wieku przez biskupa mariawickiego, Marie Marc Fatôme, który to konsekrowany przez arcybiskupa Marię Michała Kowalskiego miał za zadanie wyprowadzić mariawityzm z Polski do krajów Europy Zachodniej. Do końca II wojny światowej wspólnota utrzymywała pełną łączność doktrynalną z Kościołem Katolickim Mariawitów w Polsce.
Biskup Fatôme pomimo łączności z Kościołem w Polsce nie stosował się do wszystkich reform przeprowadzanych przez abpa Kowalskiego - m.in. do kapłaństwa kobiet. Dowodem na to ma być zapis z dziennika duchownego, który wspomina mariawicką zakonnicę która przybyła do Francji w czasie II wojny światowej - próbowała ona odprawić Mszę wg ustaleń reform Kowalskiego, jednakże Fatôme był temu przeciwny.
Duchowieństwo wyświęcone i uformowane za czasów zwierzchnictwa Fatôme również było przeciwne pewnym reformom Kowalskiego. Co prawda, Kościół był jednomyślny w kwestii adoracji Najświętszego Sakramentu i kultu Mateczki, jednakże inne zwyczaje nie spotkały się z akceptacją ze strony mariawitów we Francji. W 1951 r., po śmierci biskupa Fatôme, Kościół zerwał łączność z centralą w Felicjanowie.

### Współpraca z Kościołem Gallikańskim
Następca biskupa Fatôme, biskup Piotr Maria Gaston Perrier odrzucił ideę mariawityzmu na rzecz wówczas rosnącego w siłę Kościoła Gallikańskiego i w tym nurcie Kościół działał do roku 1953, obrawszy pozostawioną przez poprzednika kaplicę w Nantes na siedzibę swojego Apostolskiego Kościoła Katolickiego. Wierni i duchowni wierni tradycji mariawickiej we Francji w tamtym czasie pozostawali pod opieką duszpasterską mariawitów z Niemiec.
W sierpniu 1953 r. biskup Helmut Norbert Maas, biskup Kościoła Katolickiego Mariawitów w Niemczech konsekrował biskupa Jeana Andréasa Prévosta, który zastąpił na urzędzie Zwierzchnika Kościoła biskupa Perriera. Biskup Prévost aktywny był w ruchu autonomistów bretońskich, jak również - jako martynista - w masonerii egipskiej, do której należał od 1949 r. (pod imieniem lożowym Combororix). W ramach tej ostatniej brał udział w organizowaniu Loży Macierzystej Bretanii, którą w 1965 r. przekształcił w niezależną od centrali paryskiej Wielką Lożę Bretanii w ramach Suwerennego Sanktuarium Gallii, Wielkim Hierofantem (96°) którego został w 1966 r..

Pod koniec 1958 r., z inicjatywy Prevosta, Kościół Mariawitów w Europie zachodniej ogłosił swoją autonomię. Sam Prevost został Zwierzchnikiem generalnym nowo powołanej struktury, a także sekretarzem generalnym synodu jej biskupów. Przy tej okazji oświadczył w swoim organie La Vie Nouvelle (na Boże Narodzenie 1958 r.):
Ten nowy zwrot, konieczny wobec oddalenia od Kościoła-Matki (znajdującego się w Polsce Ludowej), jak również wobec różnic w trajektoriach rozwoju (tutaj znajdujemy się w krajach misyjnych, podczas gdy w Europie wschodniej mamy znaczną liczbę wiernych i ważne klasztory), w niczym nie zmienia samego mariawityzmu i jego nauk, co najwyżej w kwestiach drugorzędnych i dyscyplinarnych. Synod Biskupów potwierdza swoje posłuszeństwo wobec Głowy Kościoła, umiłowanego brata Rafaela [Wojciechowskiego], wybranego przez wszystkie kościoły mariawickie świata na Tron Apostolski Nowego i Wiecznego Przymierza Miłosierdzia i Miłości.
Ta sytuacja trwała jedynie rok; pod koniec 1959 r., po denuncjacji ze strony Jacques’a Georges’a Niseta, biskupa belgijskiego, mariawicka Stolica Apostolska zdjęła Prevosta z urzędu i przeniosła go do stanu świeckiego. Równocześnie na rektora Misji Mariawickiej we Francji wyznaczony został były sekretarz Fatôme'a, brat Michel Lagrue. W tym charakterze uczestniczył on w obchodach stulecia urodzin Mateczki w Felicjanowie w Święto Zesłania Ducha Świętego w 1962 r. We wrześniu 1963 r. siostra Beatrycze napisała do historyka Emile Appolis'a: "to oczywiste, że biskup Prevost i jego trzej wierni nie mogą w żaden sposób reprezentować kościoła".
W roku 1964 Prevost, wraz z grupą przyjaciół, założył Chrześcijański Kościół Mariawicki, z synodem w następującym składzie: Eugène Vitry de Villegrande z Tunisu, arcybiskup-prymas; R.C. Bradley z Anglii, wikariusz generalny; Georges Dupont-De Gols z Belgii (o sukcesji gnostyckiej), sekretarz generalny; Prevost z Francji, który, z tytułem generała zakonu, wziął na siebie administrację kościoła i funkcję przewodniczącego synodu biskupów, Bruno Meier z Niemiec; Włoch Severino Zavagno z Udine, redaktor biuletynu Progredire; Fernandez Jane z Kuby. Większość z tych biskupów nie posiadała sukcesji mariawickiej, ale Prevost udzielał im warunkowej sakry, o ile nadarzyła się okoliczność. W tym samym roku powołał do życia Gnostycki Kościół Chrześcijański (w którym przyjął imię "Tau Synesius III").
Swoje funkcje w Katolickim Kościele Mariawitów we Francji oraz w Suwerennym Sanktuarium Galii pełnił on do 1968 roku, kiedy to przeniósł się w celach zawodowych do Algierii, skąd powrócił w 1984 lub 1987 r.
Po nim kolejno władzę w Kościele przejął biskup Joseph-Robert Bonnet, konsekrowany 5 maja 1956 r. przez biskupów Prevosta i Maasa na prośbę biskupa Williama Henry’ego Francisa Brothers'a, uważającego się za zwierzchnika mariawitów w Stanach Zjednoczonych. Biskup Bonnet miał stać się konsekratorem Patricka Truchemotte, głowy jednego z odłamów Kościoła Gallikańskiego, który w ten sposób uzyskał sukcesję mariawicką. W jakiś czas potem biskup Bonnet przestał udzielać się w Kościele Mariawitów. Po 1970 r. Kościół Mariawitów został mimowolnie wchłonięty przez ten Kościół Gallikański, skutkiem czego sakramenty dla wiernych mariawickich często sprawowali duchowni Kościoła Narodowego Francji. Po powrocie do Francji, w 1996 r., biskup Prévost wyznaczył na swojego wikariusza apostolskiego biskupa Jacques’a Bersez, również dawnego członka Suwerennego Sanktuarium Gallii.
Z Suwerennym Sanktuarium Gallii (reaktywowanym) związany był także inny biskup Katolickiego Kościoła Mariawitów we Francji - Jean Bernadac, który został jego Wielkim Hierofantem po śmierci Prévosta (zmarłego 20 czerwca 1999 r.). Chrześcijańskim Kościołem Gnostyckim kieruje zaś obecnie, pod imieniem Tau Andréas Jacobus, obecny zwierzchnik Katolickiego Kościoła Mariawitów we Francji, bp André Roy, który przejął tę funkcję po śmierci swojego brata i współkonsekratora, Bernarda ("Tau Basilidesa III", konsekrowanego przez Jeana Andréasa Prévosta 24 stycznia 1998 r.).

### Kościół dzisiaj
17 października 1998 roku biskupi Jacques Bersez (jako główny konsekrator) oraz biskupi Jean Prevost, Jean Bernadac oraz Bernard Roy (jako współkonsekratorzy) konsekrowali nowego biskupa sufragana i koadiutora generalnego Kościoła Katolickiego Mariawitów we Francji - ks. André Roya, który od 1 maja 1999 r. formalnie pełni urząd Biskupa Naczelnego Kościoła Katolickiego Mariawitów we Francji.
Biskup Roy stworzył 4 marca 2011 r. dla par gejowskich Przysięgę Wzajemnej Wierności na Pismo Święte, różną od małżeństwa, jednakże mająca rangę sakramentu w Kościele Katolickim Mariawitów we Francji.

### Prowincja Kościoła w Polsce
11 lutego 2018 r. bp André Roy objął swoją jurysdykcją starokatolicki Zakon Braci Mniejszych Miłosierdzia Bożego, ustanawiając jego Przełożonym Generalnym ks. Kazimierza Dorocińskiego, który przyjął imiona Maria Kazimierz od Najświętszego Serca Pana Jezusa. W listopadzie 2018 ks. Kazimierz Dorociński konwertował na prawosławie, zakańczając misję Kościoła w Polsce. Od jego działalności odcięły się pozostałe Kościoły mariawickie działające na terenie Polski: Kościół Starokatolicki Mariawitów i Kościół Katolicki Mariawitów.

### Zwierzchnicy Misji Kościoła Katolickiego Mariawitów we Francji
- 1938–1951 – bp Maria Marc Fatôme
- 1951–1953? – bp Piotr Maria Gaston Perrier[2]
- 1953–1959 – bp Jean Andréas Prévost[2][9]
- 1959–? brat Michel Lagrue[9]

### Zwierzchnicy Chrześcijańskiego Kościoła Mariawitów
- 1964–1968 – bp Jean Andréas Prévost[2][9]
- 1968–1970 – bp Joseph-Robert Bonnet[2]

### Biskupi Gallikańscy kontynuujący spuściznę Chrześcijańskiego Kościoła Mariawitów
- 1970–1985 – bp Peter Truchemotte[2]
- 1985–1996 – bp Jacques Bersez[2]

### Zwierzchnicy Kościoła Katolickiego Mariawitów we Francji (reaktywowanego)
- 1996–1999 – bp Jacques Bersez[2]
- od 1999 – bp André Roy[2]